# Ichirō Mizuki
Ichirō Mizuki  (水木一郎?, Mizuki Ichirō), pseudonimo di Toshio Hayakawa (早川 俊夫?, Hayakawa Toshio; Tokyo, 7 gennaio 1948 – Tokyo, 6 dicembre 2022), è stato un cantante, paroliere, compositore e attore giapponese.

## Biografia
Famoso e prolifico cantante, paroliere, compositore, attore e doppiatore giapponese, noto per il suo lavoro sulle canzoni a tema, per anime e tokusatsu. Compositore di numerose canzoni a tema per cinema, televisione, video e videogiochi giapponesi. In particolare contribuisce al genere "anison", o genere di musica anime. Come tale, è popolare, ed è conosciuto come "Aniki". In termini di fama, è secondo solo ad una manciata di cantanti "anison", la maggior parte membri del gruppo JAM Project, da lui creato.
Nel 1968, ha pubblicato il primo singolo, "Kimi ni sasageru Boku no Uta" canzone composta per Kanae Wada. Successivamente, ha composto, ed è per questo, probabilmente più famoso, le canzoni a tema e di apertura di anime come, Mazinga Z, Grande Mazinger, Tekkaman, Jeeg robot d'acciaio, Combattler V, Mechander Robot, Capitan Harlock, Voltron e Transformers: Zone.
Tra le sue canzoni più famose e conosciute degli anni 70, troviamo, "Aniking" e l'"Anime Songu no Teio" cantate dalla "Regina", Mitsuko Horie e dal "Principe", Hironobu Kageyama. Mizuki fece anche parte della giuria al "Anison Animax Grand Prix", con Horie e Yumi Matsuzawa.
Nel gennaio 1983, ha pubblicato la canzone "Romantic Again". Grazie a questo brano ha ricevuto per la decima volta, in Colombia il "Disco dorato". Nel 1997, scadeva il suo contratto con la Columbia Records giapponese.
Successivamente, pubblicava l'album "Super Robot Wars", sotto l'etichetta discografica della First Smile Entertainment. Fu l'inizio del tour annuale, "Super Robot Spirits", che da sempre attira migliaia di entusiasti aficionados. Nel 1998, la Nippon Cultural Broadcasting ha ospitato il programma radiofonico "Super Robot Spirits".
Tra il 30 ed il 31 agosto 1999, ha tenuto il "concerto delle 1000 canzoni", uno degli eventi più stupefacenti della storia della musica giapponese. Ichirō Mizuki ha cantato, senza interruzione, in 24 ore, 1000 canzoni, concerto ora considerato in Giappone come una leggenda.
Il 19 luglio 2000, ha formato il cosiddetto "Supergroup", il "JAM Project". Dall'agosto 2002, ha ridotto la sua attività all'interno del gruppo, preferendo una soluzione "part-time", concentrando il suo lavoro su giovani talenti emergenti.
Nel febbraio 2001, ad Hong Kong canta per l'Hong Kong Character Showcase. Il pubblico di Hong Kong ha accolto Ichirō Mizuki, nonostante cantasse in giapponese, con grande entusiasmo. In seguito, nell'ottobre 2001, venne ospitato dalla TV Asahi, nel programma "Tonight 2". Poi, nel novembre 2001, ha pubblicato la canzone a tema "Atsukurushiize" per la fiction televisiva, prodotta dalla NHK, "Ryouri Shounen K-Taro". Nel corso dello stesso mese, ha pubblicato l'album per debutto del 30º anniversario del brano "Aniki Jishin".  Nel 2002, appare in uno dei più famosi talk show giapponesi, "Tetsuko no Heya".
Nel 19 giugno 2002, nel Nagoya Dome di Nagoya, ha aperto la cerimonia del campionato di baseball professionale giapponese per la squadra dei Chunichi Dragons. Ha inoltre cantato la canzone a tema, "Moeyo Dragons 2002", pubblicata dalla Nippon Columbia.
Uno dei più grandi successi del 2007 è il brano Stormbringher, tema di apertura dell'album Kotetsushin Jeeg . Il brano è, in un certo senso, una continuazione dell'anime, famosissimo anche in Italia, Jeeg robot d'acciaio, del quale Mizuki ha cantato il tema di apertura.
Il cantante e compositore è deceduto il 6 dicembre 2022 presso Tokyo a causa di un tumore ai polmoni.

## Altri ruoli
Oltre alla carriera di cantante, Mizuki è stato attore e doppiatore, in anime, manga e nei videogiochi. Ha doppiato il personaggio di Yoldo nel primo episodio dell'anime "Dangaioh", (OVA), e il furfante Keisar Ephes nel videogioco Super Robot Wars Alpha 3. Ha inoltre doppiato il Dottore Ben nella serie, Siuku Senshi Spielban,  Voicelugger Gold nella serie Voicelugger, e Ichirouta Onuki nella Kamen Rider Double, di Shōtarō Ishinomori prima della sua morte. Infine, ha anche cantato la sigla iniziale dell'anime Bobobo-bo Bo-bobo.

## Discografia

### Singoli
- luglio 1968 - Kimi ni sasageru Boku no Uta (君にささげる僕の歌)[10]
- aprile 1970 - Dare mo inai Umi (誰もいない海)[11]
- 21 novembre 1990 - Natsukashi Kutte Hero ~ I'll Never Forget You! ~ (懐かしくってヒーロー~I'll Never Forget You!~)[12]
- 1º giugno 1992 - Natsukashi Kutte Hero Part II ~We'll Be Together Forever!~ (懐かしくってヒーロー・PartII~We'll Be Together Forever!~)[13]
- 21 gennaio 1994 - SEISHUN FOR YOU ~Seishun no Uta~ (SEISHUN FOR YOU~青春の詩~)[14]
- 3 settembre 1997 - 221B Senki Single Version (221B戦記 シングルバージョン)[15]
- 1º settembre 1999 - Golden Rule ~ Kimi wa mada Maketenai ![16] ~ (Golden Rule~君はまだ負けてない!~) / Miage te goran Yoru no Hoshi wo (見上げてごらん夜の星を)[17]
- 7 giugno 2006 - Goushaku! Choujin Neiger[18] ~ Midaga omedaji~ (豪石!超神ネイガー~見だがおめだぢ~) / Tooi Kaze no Naka de (遠い風の中で)[19]
- 23 gennaio 2008 - Nanno koreshiki Furoshikiman (なんのこれしき ふろしきマン) / Fighter the FUGU
- 16 settembre 2009 - Choujin Neiger ~Seigi no Inaho~ (超神ネイガー~正義ノ稲穂~) / Yume Kariudo (夢刈人)

### Album
- 21 giugno 1989 - OTAKEBI Sanjou! Hoeru Otoko Ichiro Mizuki Best (OTAKEBI参上!吠える男 水木一郎ベスト)
- 1º maggio 1990 - Ichiro Mizuki OTAKEBI 2 (水木一郎 OTAKEBI2)
- 1º settembre 1990 - Ichiro Mizuki All Hits Vol.1 (水木一郎 大全集Vol.1)
- 21 febbraio 1991 - Ichiro Mizuki All Hits Vol.2 (水木一郎 大全集Vol.2)
- 21 aprile 1991 - Ichiro Mizuki Ballade Collection ~SASAYAKI~ Vol.1 (水木一郎バラード・コレクション～SASAYAKI～Vol.1)
- 21 agosto 1991 - Ichiro Mizuki All Hits Vol.3 (水木一郎 大全集Vol.3)
- 21 febbraio 1992 - Ichiro Mizuki All Hits Vol.4 (水木一郎 大全集Vol.4)
- 21 agosto 1992 - Ichiro Mizuki All Hits Vol.5 (水木一郎 大全集Vol.5)
- 21 aprile 1993 - Dear Friend, con Mitsuko Horie
- 21 gennaio 1994 - Ichiro Mizuki no Tanoshii Asobi Uta (水木一郎のたのしいあそびうた)
- 19 agosto 1995 - Ichiro Mizuki Best & Best (水木一郎 ベスト&ベスト)
- 19 luglio 1997 - ROBONATION Ichiro Mizuki Super Robot Complete (ROBONATION 水木一郎スーパーロボットコンプリート)
- 21 marzo 1998 - Neppuu Densetsu (熱風伝説)
- 30 gennaio 1999 - Neppuu Gaiden -Romantic Master Pieces- (熱風外伝-Romantic Master Pieces-)
- 21 novembre 2001 - Aniki Jishin ~30th Anniversary BEST~ (アニキ自身~30th Anniversary BEST~)
- 4 agosto 2004 - Ichiro Mizuki Best of Aniking -Red Spirits- (水木一郎 ベスト・オブ・アニキング -赤の魂-)
- 6 ottobre 2004 - Ichiro Mizuki Best of Aniking -Blue Spirits- (水木一郎 ベスト・オブ・アニキング -青の魂-)
- 26 dicembre 2007 - Dear Friend 2007 ~Futari no Anison~ (Dear Friend 2007 ~ふたりのアニソン~)
- 27 febbraio 2008 - Debut 40th Anniversary: Ichiro Mizuki Best (デビュー40周年記念 水木一郎 ベスト)
- 2 luglio 2008 - Ichiro Mizuki Debut 40th Anniversary CD BOX: Michi ~road~ (水木一郎デビュー40周年記念CD-BOX 道~road~)
- 16 luglio 2008 - WAY ~GRAND ANIKI STYLE~
- 17 dicembre 2008 - Debut 40th Anniversary: Ichiro Mizuki TV Size Shudaika Best (デビュー40周年記念 水木一郎TVサイズ主題歌ベスト)